# Sciroforione
Sciroforione (in greco antico: Σκιροφοριών?, Skirophoriòn) era il nome dell'ultimo mese del calendario attico nell'antica Grecia.

## Caratteristiche
Sciroforione andava dalla seconda metà di giugno alla prima metà di luglio circa. Il nome del mese era legato alle Sciroforie, feste ateniesi in cui si invocava la protezione di Atena Scirade contro il caldo eccessivo.